# Lydulus
Lydulus là một chi bọ cánh cứng trong họ Meloidae.
Chi này được miêu tả khoa học năm 1893 bởi Semenov.

## Các loài
Các loài trong chi này gồm:
- Lydulus albopilosus Semenov, 1893
- Lydulus granulidorsis Semenov, 1896
- Lydulus pygmaeus (Dokthouroff, 1889)
- Lydulus semipurpureus Reitter, 1902
- Lydulus uzbekistanicus Kaszab, 1981